# アンモナイト (デザイン集団)
デザインスタジオ「アンモナイト」（ 英名： Studio "Ammonite"　）は、かつてタツノコプロ内に存在したデザイン集団。
創業者の吉田竜夫が直轄していた独立部署「キャラクター室」を復活させる意図の下に、1983年にタツノコプロ内に設立されたデザイン分室を起源とする。主にアニメーション、中でもテレビアニメーションのシリーズ番組に関する制作作業に関して、和製英語でいうメカニックデザインと同デザインに関する設定文章構築に相当する作業を主として担当した。
スタッフは設立時から解散に至るまで一貫して小川浩（おがわ・ひろし）、大倉宏俊（おおくら・ひろとし）、小野隆嗣（おの・たかし）の3人で構成されていた。　
後に「スタジオ・サンタクロース」としてタツノコプロから独立し、プロダクション・アイジー (Production I.G.) の初制作作品『赤い光弾ジリオン』などにも参加した。
『天空戦記シュラト』の制作終了後に「スタジオ・サンタクロース」は解散し、各々のスタッフは個人として以後の各種アニメーション制作に関連するメカニックデザインやプロダクトデザインに参加している。

## 命名の由来とエピソード
アンモナイトの名は、頭足類のアンモナイトではなく、初期のデザイン分室立ち上げ過程での制作作業に関して、不慣れ故に苦労した経験から生じた自虐的な命名である「案も無い人」をカタカナ表記（「アンモナイ"ひ"ト」）したもの。
上記で記述のとおり、制作作業は以下の役割分担で行われていた。
- デザインのまとめ役、小川 浩
- 機能を司る、大倉 宏俊
- アクション演出〔魅せ方〕を司る、小野 隆嗣

彼らの作業分担と実際のデザイン制作状況が『超時空騎団サザンクロス』の主要制作スタッフの目に留まり、ゾル人の情報・判断・行動（それぞれ「機能を司る・デザインのまとめ役・アクション演出〔魅せ方〕を司る」が対応する）の役割を一卵性の3生児が分担する三位一体の設定は、彼らの作業分担が参考にされている。
なお、後に改名した「スタジオ・サンタクロース」の命名由来も同様の成立経緯であり、「さんざん苦労す」をカタカナ表記（「サンザンクロース」→ 「サザンクロース」）へ音韻変換した上で既存の固有名詞である「サンタクロース」へ充当転換したものであった。

## 主な参加作品
参加年代順に記載。
1. OKAWARI-BOY スターザンS
2. 超時空騎団サザンクロス
3. 炎のアルペンローゼ
4. 赤い光弾ジリオン
5. 天空戦記シュラト
6. 宇宙の騎士テッカマンブレード（「小川 浩」名義。メカ設定）
7. ダライアス外伝
8. 宇宙の騎士テッカマンブレードII（「小川 浩」名義。メカ設定補佐）

### 海外作品
- ロボテック II：ザ・センチネルズ（地球統合軍の地上戦闘車輛の各種とガウォーク可変の連絡航空機、敵であるインビット側の無人戦闘メカ「イノガニック」などをデザイン）[要出典]